# 다이에이 (기업)
다이에이 주식회사(일본어: 大映株式会社)는 일본의 영화 제작사이다.
1942년 설립됐으며, 전후 일본영화 시기의 주요 영화 제작사 가운데 하나였다. 구로사와 아키라의 《라쇼몽》이나 미조구치 겐지의 《우게쓰 이야기》같은 예술적 명작 뿐만 아니라 《가메라》, 《자토이치》 같은 대중 영화도 제작했다. 파산 후 가도카와 영화에 합병됐다.

## 영화
- 조용한 결투
- 라쇼몽 (1950년 영화)
- 우게쓰 이야기 (영화)
- 지옥문 (1953년 영화)
- 산쇼다유
- 스페이스피플 어피어 인 도쿄
- 들불
- 자토이치 (1962년 영화)
- 자토이치 2
- 자토이치 3 - 신 자토이치
- 자토이치 - 흉악한 형상의 나그네
- 가메라 2 - 가메라 대 바루곤
- 다이마진
- 가메라 3 - 가메라 대 가오스
- 가메라 4 - 가메라 대 우주괴물 비라스
- 눈먼 짐승
- 가메라 5 - 가메라 대 지론
- 자토이치와 요짐보
- 가메라 6 - 가메라 대 자이거
- 가메라 7 - 가메라 대 심해 괴물 지그라
- 우주괴수 가메라
- 돈황 (영화)
- 으랏차차 스모부
- 마다다요
- 가메라: 대괴수 공중 결전
- 쉘 위 댄스 (1996년 영화)
- 가메라 2: 레기온 내습
- 큐어 (영화)
- 가메라3: 사신 이리스의 각성
- 회로 (영화)

## 애니메이션 제작
- 라 블루 걸 EX
- 마법사에게 소중한 것

## 같이 보기
- 도호
- 닛카쓰
- 쇼치쿠
- 도에이